# Bulbophyllum luteobracteatum
Bulbophyllum luteobracteatum é uma espécie de orquídea (família Orchidaceae) pertencente ao gênero Bulbophyllum. Foi descrita por Henri Lucien Jumelle e Joseph Marie Henry Alfred Perrier de la Bâthie em 1912.